# Атласки пастирски пас
Атласки пастирски пас, познат и као аиди, је пасмина из Марока коју Бербери користе као чуваре стада. Поред тога, ова раса има ловачке способности и добро чуло мириса. У лову се често удружје са слугијем, који јури животињу коју је претходно атласки пастирски пас нањушио. И мужјак и женка достижу висину од 52 до 62 цм, а тежину од 23 до 26 кг. Атласки пастирски пас је радознао, енергичан, опрезан али спреман за акцију. Његова намена је вођење стада и камила, као и чување куће јер је изузетно веран и заштитнички настројен према својој породици.

## Историја
Овај пас од памтивека постоји у планинама и на висоравнима северне Африке. У данашње време се у великом броју може наћи на Атлас планинама Марока.
Атласки пастирски пас се уско повезује са полу-номадским пастирским становништвом планинских регија. Не постоји као овчарски пас на Атласу. Пас који живи на овим планинама никада не чува стада у смислу у коме пси то раде у Европи. Атласки пастирски пас је планински пас за одбрану шатора и имовине свог господара, тако да штити стоку од звери.

## Карактеристике пса

### Нарав
Познати су као одани, енергични и опрезни пси који своје дужности пса чувара схватају веома озбиљно, тако да је потребна рана дресура и социјализација. Веома су заштитнички настројени према својој породици. Атласки пастирски пас је привржен и воли да се игра, а пошто је јако интелигентан, лако га је дресирати. Дресура би требала да се ослања на награђивање.

### Општи изглед
Пас је чврст, врло отпоран, упадљив по својој снази и покретности; мишићав, крепак, моћно грађен без икакве гломазности, поседује бујну длаку која га, у тим прародитељским планинама, штити од сунца исто тако добро као и од хладноће. Та густа длака образује оклоп у борби, против шакала и осталих отмичара. Његов поглед је жив, непосредан и одлучан тако да приличи пожртвованом псу увек спремном да обавља своју улогу чувара.
Уши су средње дужине, благо заобљених врхова, косо су усађене, ношене оборено, али подигнуте ка напред када је пас у пажњи и понекад забачене уназад када се одмара. Очи су тамне нијансе било каква да је боја длаке. Боја длаке је веома разнолика од боје песка, жутоцрвене, беле, боје лава, риђе, тиграсте па до црно-беле, бело-риђе, мање или више боје угља, тробојна итд. Има врло расуто распоређене пеге које образују плашт и капу који су раздвојени шалом. Има бујну гриву око врата

## Нега и здравље
Не препоручује се за живот у стану, већ му због велике енергије коју има, највише одговара ограђено двориште. Мора имати сталну физичку и менталну стимулацију. Длака захтева редовно четкање посебно када се лиња.
Ово је чврст, издржљив пас. Нема познате наследне болести и генерално је здрав а може се јавити дисплазија кука и лактова.
Атласки пастирски пас у просеку живи 12 година.